# Calendrier Taien
Le calendrier Taien (大衍暦, Taien-reki), aussi appelé calendrier Daien ou Daiyan ou Dayan, est un calendrier luni-solaire (genka reki) japonais. Développé en Chine il est utilisé au Japon de 746 environ à 857.

## Histoire
Ce calendrier créé en Chine est utilisé pour la première fois au cours de la 17e année de l'ère Kaigen du règne de la dynastie Tang.
Le système Taien-reki corrige les erreurs des calendriers Genka et Gihō utilisés au Japon au cours de la première moitié du VIIIe siècle. Il est le fait de l'astronome chinois Yixing.